# Loi de Linus

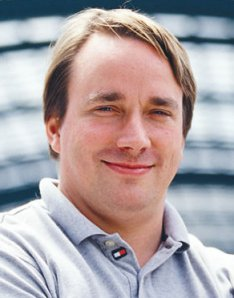
Linus Torvalds.

En informatique, la loi de Linus (en anglais : Linus's Law), nommée en l'honneur de Linus Torvalds, formulée par Eric S. Raymond dans son essai et livre La Cathédrale et le Bazar (1999), concerne le développement de logiciel. La loi indique « avec suffisamment d'yeux, tous les bugs sont superficiels » ; ou plus formellement : « avec un groupe de beta-testeurs et de co-développeurs suffisamment large, presque tous les problèmes seront rapidement analysés et le correctif sera évident pour l'un d'entre eux ». En présentant le code à une multitude de développeurs avec l'objectif d'avoir un consensus sur son acceptation est une forme simple de la revue de logiciel. Des chercheurs et praticiens ont régulièrement montré l'effectivité de différentes méthodes de revue logicielle dans la détection de bugs et problèmes de sécurité, et aussi que la revue logicielle pourrait-être plus efficace que le test[citation nécessaire].
La loi de Linus fait généralement partie de la philosophie de base des adeptes du mouvement open source et du logiciel libre.